# 赤マント
赤マント（あかマント）

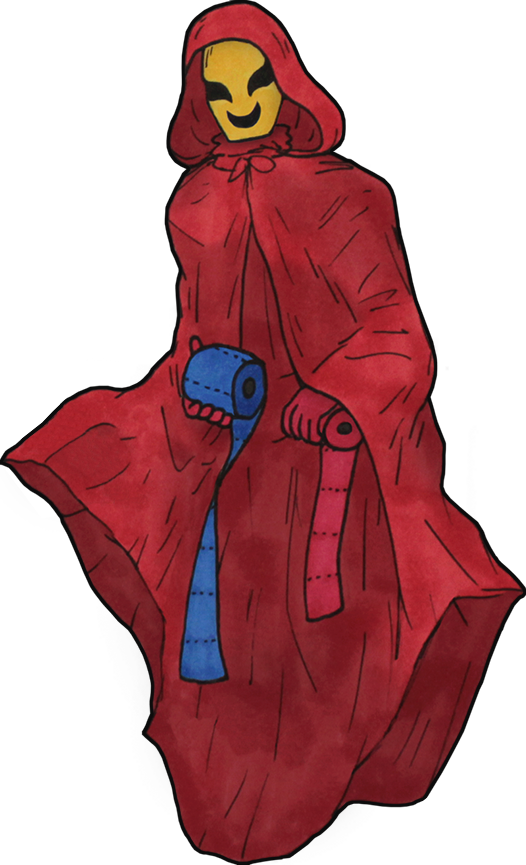
Aka Manto

- 赤いマントをつけた怪人にまつわる都市伝説。本稿にて説明する。
- 学校のトイレにまつわる都市伝説（学校の怪談）の「赤いマント・青いマント」。赤い紙、青い紙#派生系を参照。
- 紙芝居の演目の一つ。
- 北陸赤マント - 椎名誠が週刊文春誌上に連載していたエッセー。連載途中から「風まかせ赤マント」に名前が変わった。

赤マント（あかマント）は、昭和初期に語られた「都市伝説」・「噂」・「恐怖デマ」の一種。赤いマントを身に着けた姿からこの名で呼ばれる怪人譚。

## 概要
赤いマントをつけた怪人物が子供を誘拐し、殺すというもの。誘拐の対象を少女のみとし、誘拐した後、暴行して殺す、とされることもある。

## 考察

### 成立
明治39年に福井県で起こった「青ゲットの男」事件が発端となり（昭和10年代の「赤毛布の男」事件とされることもあるが、これは誤り）、あまりにも不気味な、この未解決事件は瞬く間に全国に広がり、いつしか赤マントの伝説を生んだとする説がある。
東京谷中で起こった少女暴行殺人事件と、当時流行した紙芝居の演目のひとつ『赤マント』（加太こうじ作）が混ざったという説もある。紙芝居『赤マント』は芥川龍之介の『杜子春』を下敷きにしており、赤マントを着た魔法使いの紳士が靴磨きの少年を弟子にするという差しさわりの無い物語だったが、作り話の余波により大阪ではこの紙芝居が警察に押収される騒ぎとなった。
しかし朝倉喬司は、『赤マント』の噂は昭和11年頃から流布している一方、加太こうじが著作で紙芝居の押収事件を昭和15年の出来事と記していることなどをあげ加太の説を否定。「警察が紙芝居を噂の発生源、ないしは媒体として取り締まりに乗り出し、（昭和15年に）加太がその巻き添えをくったのは事実なのだろう」としながら、昭和11年に発生した「二・二六事件」を起源と考察、事件当時は言論統制により詳細が伏せられていたため噂が二重三重に捻じ曲がり『赤マント』になったのではとの説を唱えている。
他にも『少年倶楽部』に江戸川乱歩が連載した『怪人二十面相』がモデルであるという説や、旧制高等学校の学生のマント姿が、子供には怪人として映ったのではないか、という説もある。

### 噂の伝播
1940年（昭和15年）1月ごろから東京を起点に東海道を経て大阪まで流布したとされる。
情報伝達手段の限られた当時においては、ほぼ純粋に人口のみを介して伝播した都市伝説である。
別の説では、1935年（昭和10年）頃に大阪市の小学校で、地下の薄暗い下駄箱にマント姿の男が現れるという噂があり、これが1～2年かけて東京に伝わり、そこから赤マントの話が生まれたともされる。昭和10年代の東京都の大久保では、赤マントは吸血鬼であり、赤マントに襲われた死体があちこちにあるなどとも言われた。1940年には北九州に広まり、日本統治下の朝鮮半島在住の日本人小学生の間でも噂になっていた。
また社会主義者の銀行員の男性が、銃後の人心を動揺させるために流した噂話であり、この男性は後に逮捕されたという説もある。
類似した都市伝説で、1970年～80年代に神戸市で、赤い毛布にくるまって寝ている人物が、子供を毛布にくるんで魔界へさらっていくという噂話が流れたこともある。
この噂のバリエーションとして、学校のトイレを舞台にした都市伝説「赤いマント・青いマント」が生まれ、さらにその派生として「赤い紙、青い紙」などが生まれたとの説もある。